# Karlova Ves
Karlova Ves là một làng thuộc huyện Rakovník, vùng Středočeský, Cộng hòa Séc.